# Зариасп
Зариасп (IV век до н. э.) — предводитель восстания в Азии против македонян в 320-х годах до н. э.

## Биография
Во время долгого отсутствия Александра Македонского в Индийском походе в ряде сатрапий начались волнения и беспорядки. Иранцы Зариасп и Ордан возглавили одно из таких выступлений против власти македонян. По оценке В. Хеккеляя, оно произошло в Арахозии или же Дрангиане. Шахермайр Ф. по этому вопросу высказался более категорично и указал, что указанные события свершились в Арахозии после смерти наместника Менона. По мнению же Дройзена И., в реальности существовал только Ордан, названный Аррианом. Курций Руф же допустил ошибку, сделав из названия народа земли «ариаспов», над которыми захватил власть Ордан, имя второго мятежника — Зариаспа. Похожую позицию заняли Б. Г. Гафуров и Цибукидис Д. И.
Зариасп и Ордан были схвачены полководцем Александра Кратером, возвратившимся со своим корпусом из Индии ранее главной македонской армии. Об этом Александр узнал, находясь с основными силами в Гедросии. Мятежников доставили в Карманию, где они были казнены. При этом, по замечанию С. Фишер-Фабиана, от наказания Зариаспа и Ордана не спасло ни их знатное происхождение, ни заслуги, которыми они прославились во время правления Дария III.